# Canal de Berry

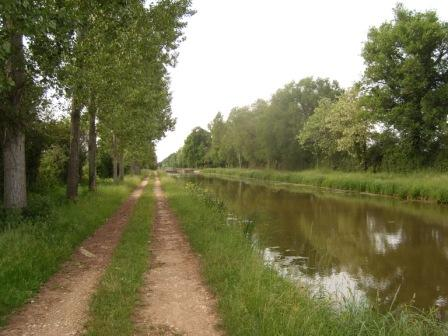
Canal de Berry.

Canal de Berry (eller mer exakt Canal du Duc de Berry) är en kanal i Frankrike konstruerad av Joseph-Michel Dutens mellan 1808 och 1840. Den användes till och med 1955. Kanalen är egentligen tre i en, då den är uppdelad i tre grenar. Den är förbunden med följande städer i departementen Allier, Cher (departement) och Loir-et-Cher:
- Vallon-en-Sully
- Montluçon
- Saint-Amand-Montrond
- Sancoins
- Marseilles-lès-Aubigny
- Dun-sur-Auron
- Bourges
- Mehun-sur-Yèvre
- Vierzon
- Saint-Aignan-sur-Cher

Kanalen hade en viktig roll i för den ekonomiska utvecklingen i Montluçon under 1800-talet